# سكيراء بشرية
سكيراء بشرية (الاسم العلمي: Schizosaccharomyces hominis) هي نوع من الفطريات يتبع جنس السكيراء من الفصيلة السكيراوية.